# Open world
Open world (dansk: åben verden) er en betegnelse for computerspil, hvor en spiller kan bevæge sig frit gennem en virtuel verden og er givet en betydelig frihed til at vælge, hvordan eller hvornår spillets mål skal opnås. Eksempler kan findes i computerspil som f.eks. Grand Theft Auto-serien. Den vigtigste del ved open world er at give en simuleret virkelighed og at give spillerne mulighed for at udvikle deres karakter og dens adfærd i retning af deres valg.